# Каэдэ (эсминец, 1944)
Каэдэ (яп. 楓, «Клён пальчатолистый») — японский эскадренный миноносец времён Второй Мировой войны типа «Мацу».

## Строительство
Корпус корабля был заложен 4 марта 1944 года на стапеле Морского арсенала в Йокосуке под заводским номером 5505. Спущен на воду 25 июля 1944 года, вступил в строй 30 октября того же года.

## История службы
После вступления в строй «Каэдэ» был зачислен в состав 11-й эскадры, и до начала следующего года занимался только учебными походами. 10 января 1945 его включили в 52-й дивизион эскадренных миноносцев.
22—27 января «Каэдэ» сопроводил конвой из Модзи до Гонконга. 28-29 числа он перешёл в Такао, откуда 30-го вместе с эсминцами «Умэ» и «Сиокадзэ» в Апарри на Лусоне, но на следующий день под налётами американской авиации соединение было вынуждено вернуться. В ходе похода «Каэдэ» получил от бомб «Лайтнингов» и «Митчеллов» повреждения средней степени тяжести, на нём погибло порядка 40 человек и было ранено 30. 21-23 февраля эсминец перешёл из Цзилуна в Курэ для ремонта, и до конца войны Внутреннее море более уже не покидал.
После капитуляции Японии «Каэдэ» был исключён из списков флота 5 октября 1945 года, разоружён, и до 1947 занимался перевозкой репатриантов.
При разделе бывшего японского флота эсминец оказался среди предназначавшихся Китаю кораблей, и 6 июля 1947 года в Шанхае был передан китайским морякам. Он получил название «Хэнъян» (кит. 衡阳) в честь китайского города, в 1949 году вместе с остальным гоминьдановским флотом ушёл на Тайвань. Замена отсутствующему вооружению так никогда на него и не была установлена, и в тайваньском флоте он числился учебным кораблём. В 1962 году его разобрали на металлолом.

## Командиры
10.10.1944 — 5.10.1945 капитан 3 ранга (сёса) Ко Мороиси (яп. 諸石高).